# Ꚋ
Ꚋ, ꚋ е буква от кирилицата, част от старата осетинска, абхазка и чувашка азбука. Въведена е от Андрей Шьогрен през 1844 година, който съставя първата осетинска азбука на основата на кирилицата. Обозначава венечна преградна изтласкваща съгласна /tʼ/ (в осетинския), придихателната беззвучна зъбна преградна съгласна /tʰ/ (в абхазкия) и беззвучна венечна преградна съгласна /c/ (в чувашкия). Днес в осетинския език е заменена от диграфа Тъ, а в чувашкия – от Ч.
През 1862 година Пьотър Услар издава своята монография „Абхазский язык“, в която въвежда буквата Ҭ за обозначване на звука /tʰ/. През 1887 година при препечатването на монографията на Услар типографът М. Завадский променя формата ѝ като слага запетая над буквата Т. В началото на 20 век в азбуката на Преводаческия комитет вместо нея е въведена буквата Ꚋ. След 1954 година буквата Ҭ отново е включена в абхазката азбука в първоначалната ѝ форма, създадена от езиковеда Услар.
През 1872 година езиковедът Иван Яковлев въвежда в чувашката буквата Ꚋ на мястото на Ť, която обозначава беззвучна венечна преградна съгласна /c/ или ть. През 1926 година с постановление буквата Ꚋ е заменена с буквата Ч, но фактическата ѝ замяна става едва през 1933 година.